# Lerista stylis
Lerista stylis är en ödleart som beskrevs av  Mitchell 1955. Lerista stylis ingår i släktet Lerista och familjen skinkar. IUCN kategoriserar arten globalt som livskraftig. Inga underarter finns listade i Catalogue of Life.